# Synophis zamora
Synophis zamora — вид змій родини полозових (Colubridae). Ендемік Еквадору. Описаний у 2015 році.

## Поширення і екологія
Synophis zamora мешкають на східних схилах Еквадорських Анд в провінції Самора-Чинчипе, зокрема в горах Кордильєра-дель-Кондор. Вони живуть у вологих гірських тропічних лісах, на висоті від 1543 до 1843 м над рівнем моря.